# Беггс, Джо
Джозеф Стэнли Беггс (англ. Joseph Stanley Beggs, 4 ноября 1910, Ранкин, Пенсильвания — 19 июля 1983, Индианаполис, Индиана) — американский бейсболист, питчер. Выступал в Главной лиге бейсбола с 1938 по 1948 год. Победитель Мировой серии 1940 года в составе «Цинциннати Редс».

## Биография
Джозеф Беггс родился 4 ноября 1910 года в семье рабочего сталелитейного завода. Его детство прошло в Аликиппе, там же он окончил старшую школу. Во время учёбы Беггс выиграл чемпионат штата в метании копья. В этой дисциплине он продолжил соревноваться после поступления в Женевский колледж в городе Бивер-Фолс. Его называли в числе претендентов на место в команде США на Олимпийские игры 1932 года. Одновременно он играл в бейсбол за полупрофессиональную заводскую команду. В 1934 году Беггс начал профессиональную карьеру, заключив контракт с клубом «Вашингтон Дженералс», а позже перешёл в «Скрантон Майнерс». После завершения сезона он получил степень бакалавра в Женевском колледже. В течение следующих двух лет Беггс играл за команды «Норфолк Тарс» и «Акрон Янкис».
Сезон 1937 года Беггс провёл в Международной лиге в составе «Ньюарк Беарс». Он одержал двадцать одну победу при четырёх поражениях, став ведущим питчером стартовой ротации команды, и стал победителем Младшей мировой серии. Благодаря успешному выступлению, весной 1938 года его пригласили на предсезонные сборы «Нью-Йорк Янкис». Звезда команды Лу Гериг, комментируя игру новичка, сравнивал брошенные им мячи с пушечными ядрами. Беггс попал в основной состав «Янкис» и в апреле 1938 года дебютировал в Главной лиге бейсбола. Всего в регулярном чемпионате он принял участие в четырнадцати матчах с пропускаемостью 5,40. В следующем сезоне он был одним из ведущих питчеров «Ньюарка», проведя на поле 199 иннингов в 33 матчах.
В январе 1940 года «Янкис» обменяли Беггса в «Цинциннати Редс» на реливера Ли Гриссома. Этот сезон, в котором «Редс» выиграл Мировую серию, стал лучшим в его профессиональной карьере. Он сыграл в 37 матчах, начав в стартовом составе только один из них, выступая в роли закрывающего игру питчера. Беггс одержал двенадцать побед при трёх поражениях с пропускаемостью 2,00 и вошёл в тройку самых эффективных питчеров Национальной лиги. В победной Мировой серии против «Детройта» он сыграл один иннинг в третьем матче.
С 1941 по 1943 год Беггс выходил на поле в роли реливера, получив прозвище «Пожарный» за своё хладнокровие и надёжную игру под давлением. В этот период он ни разу не одерживал двузначного числа побед и эта статистика мешала ему вести переговоры о новом контракте. Главный тренер Билл Маккечни перед началом сезона 1944 года перевёл Беггса в стартовую ротацию, но он смог сыграть за «Редс» всего один матч. Он был призван на флот и в течение следующих четырнадцати месяцев служил артиллерийским офицером на кораблях конвоев в Атлантике и Средиземном море. Со службы Беггс был уволен в звании старшего лейтенанта. В США он вернулся весной 1946 года.
В сезоне 1946 года Беггс стал лучшим среди стартовых питчеров «Цинциннати» с двенадцатью победами и показателем пропускаемости 2,32. В регулярном чемпионате он провёл рекордные для себя 190 иннингов. Следующий сезон он начал неудачно и летом его обменяли в «Нью-Йорк Джайентс». До конца чемпионата Беггс сыграл в 32 матчах, его итоговый показатель пропускаемости составил 4,58, худший результат с 1940 года. В межсезоне он перенёс операцию на руке, в 1948 году появился на поле всего один раз и принял решение завершить карьеру.
Закончив играть, Беггс в течение трёх лет работал тренером в нескольких командах младших лиг. После ухода из бейсбола он поселился в Цинциннати, работал школьным учителем истории и географии. Он дважды был женат. От первого брака у Беггса было две дочери.
Джо Беггс умер в результате сердечного приступа 19 июля 1983 года в возрасте 72 лет.